# D’Alembertsches Prinzip
Das d’Alembertsche Prinzip (nach Jean-Baptiste le Rond d’Alembert) ist ein Axiom der klassischen Mechanik. Es besagt, dass durch Zwangskräfte keine Arbeit an einem mechanischen System verrichtet oder aus ihm entnommen wird, in anderen Worten: die virtuelle Arbeit verschwindet.
Das Prinzip vereinfacht die Aufstellung der Bewegungsgleichungen eines mechanischen Systems mit Zwangsbedingungen, denn im d'Alembertschen Prinzip erscheinen nicht die äußeren Kräfte, sondern nur die eingeprägten Kräfte als deren Teilbereich. Es erlaubt somit die Aufstellung von Bewegungsgleichungen ohne direkte Berücksichtigung der Zwangskräfte.
Das d'Alembertsche Prinzip bildet gemeinsam mit seiner Erweiterung, dem Prinzip der virtuellen Leistung, neben den drei Newtonschen Gesetzen die Grundlage der klassischen Mechanik und ist zusammen mit der Variationsrechnung die Grundlage des Lagrange-Formalismus. Allgemein und nach historischer Herkunft handelt es sich um eine Methode, die Kinetik von Mehrkörpersystemen formal auf die Statik zurückzuführen.
Das „d’Alembertsche Prinzip“ wird seiner Bezeichnung nach in aktuellen Lehrbüchern der Technischen Mechanik vom Dynamischen Gleichgewicht zwischen äußerer Kraft und d’Alembertscher Trägheitskraft unterschieden.

## Einführung
Bei einem System von N Massenpunkten, welches Zwangsbedingungen unterliegt, lautet die Bewegungsgleichung für die Masse i:
{\displaystyle m_{i}{\ddot {\vec {r}}}_{i}={\vec {F}}_{i}}.
Dabei ist {\displaystyle {\vec {F}}_{i}} die resultierende äußere Kraft auf den Massenpunkt i. Sie ist die Summe aus eingeprägter Kraft {\displaystyle {\vec {F_{i}^{e}}}} und Zwangskraft {\displaystyle {\vec {F_{i}^{z}}}}:
{\displaystyle {\vec {F}}_{i}={\vec {F}}_{i}^{e}+{\vec {F}}_{i}^{z}\;.}
Eingesetzt in die Newtonsche Bewegungsgleichung:
{\displaystyle m_{i}{\ddot {\vec {r}}}_{i}={\vec {F}}_{i}^{e}+{\vec {F}}_{i}^{z}\;.}
Die Zwangskraft berechnet sich somit zu
{\displaystyle {\vec {F}}_{i}^{z}=m_{i}{\ddot {\vec {r}}}_{i}-{\vec {F}}_{i}^{e}\;.}
Man bildet das Skalarprodukt der Zwangskräfte mit den virtuellen Verschiebungen {\displaystyle \delta {\vec {r}}_{i}}. Wenn nach dem Prinzip der virtuellen Arbeit die Zwangskräfte insgesamt keine virtuelle Arbeit verrichten, verschwindet die Summe der Skalarprodukte von Zwangskräften und virtuellen Verschiebungen:
{\displaystyle \sum _{i=1}^{N}\left({\vec {F}}_{i}^{z}\cdot \delta {\vec {r}}_{i}\right)=0\;.}
Man erhält das d’Alembertsche Prinzip (in der Formulierung von Lagrange):
{\displaystyle {\sum _{i=1}^{N}\left(m_{i}{\ddot {\vec {r}}}_{i}-{\vec {F}}_{i}^{e}\right)\cdot \delta {\vec {r}}_{i}=0}}
In der Gleichung treten die Zwangskräfte nicht mehr auf – nur die eingeprägten Kräfte. Die Zwangsbedingungen sind dadurch berücksichtigt, dass nur solche virtuelle Verschiebungen betrachtet werden, die mit ihnen vereinbar sind.
Um daraus Bewegungsgleichungen zu gewinnen, geht man bei {\displaystyle \,k} (holonomen) Zwangsbedingungen zu  {\displaystyle f=3N-k} unabhängigen Koordinaten (Freiheitsgraden) {\displaystyle q=(q_{1}(t),...,q_{f}(t))} über und drückt Lage, Geschwindigkeit, Beschleunigung und virtuelle Verschiebungen der N Massen durch diese neuen Lagekoordinaten („generalisierte Koordinaten“) aus:
{\displaystyle {\vec {r}}_{i}={\vec {r}}_{i}(q)\;,\quad {\dot {\vec {r}}}_{i}={\dot {\vec {r}}}_{i}(q,{\dot {q}})\;,\quad {\ddot {\vec {r}}}_{i}={\ddot {\vec {r}}}_{i}(q,{\dot {q}},{\ddot {q}})\;,\quad \delta {{\vec {r}}_{i}}=\sum _{j=1}^{f}{\frac {\partial {\vec {r}}_{i}}{\partial q_{j}}}\,\delta q_{j}\,.}
Da sich die neuen Koordinaten unabhängig variieren lassen, ergeben sich {\displaystyle f} Differentialgleichungen zweiter Ordnung, die sich nach {\displaystyle {\ddot {q}}} auflösen lassen. Die konkrete Vorgehensweise zur Aufstellung der Bewegungsgleichungen ist dem nächsten Abschnitt zu entnehmen.
Für holonome Zwangsbedingungen und konservative Kräfte (die sich aus einer Potentialfunktion ableiten lassen) ist das D’Alembert-Prinzip dann äquivalent zu den Lagrangegleichungen erster Art.
Angewandt auf Systeme ohne Zwangsbedingungen verliert das d’Alembertsche Prinzip seine Vorteile gegenüber der Newtonschen Bewegungsgleichung. Da es keine Zwangskraft gibt, ist hier die eingeprägte Kraft {\displaystyle {\vec {F}}_{i}^{e}} zugleich auch die resultierende äußere Kraft {\displaystyle {\vec {F}}_{i}}. Da die virtuellen Verschiebungen beliebig gewählt werden können,  muss in:
{\displaystyle {\sum _{i=1}^{N}\left(m_{i}{\ddot {\vec {r}}}_{i}-{\vec {F}}_{i}\right)={\vec {0}}}} der Klammerausdruck für jedes {\displaystyle i} Null sein.
Dies ist die umgestellte Newtonsche Bewegungsgleichung für jede Einzelmasse bzw. in der Kontinuumsmechanik das Massenelement {\displaystyle dm}.  Das d’Alembertsche Prinzip ist für diesen Spezialfall identisch mit dem zweiten Newtonschen Gesetz, angewendet auf äußere Kräfte- und Momentengleichgewichte, die das Prinzip der virtuellen Arbeit bereitstellt. In dieser speziellen Form wird die Beziehung gelegentlich auch dynamisches Gleichgewicht bezeichnet. Formal stellt es dann kein neues eigenständiges Axiom dar.

## Erweiterung auf Mehrkörpersysteme
Im allgemeinen Fall von Mehrkörpersystemen wird berücksichtigt, dass auch die virtuelle Arbeit der Zwangsmomente auf den virtuellen Verdrehungen verschwindet. Zur Berechnung der Zwangsmomente auf ein System von starren Massenelementen wird die Eulersche Gleichung für Mehrkörpersysteme aus dem d'Alembertschen Prinzip hergeleitet. Das Prinzip lautet entsprechend in dieser allgemeinen Form für starre Körpersysteme:
{\displaystyle {\sum _{i=1}^{N}\left(\left[m_{i}{\ddot {\vec {r}}}_{i}-{\vec {F}}_{i}^{e}\right]\delta {\vec {r}}_{i}^{\,T}+\left[I_{i}\,{\dot {\vec {\omega }}}_{i}+{\vec {\omega }}_{i}\times I_{i}\,{\vec {\omega }}_{i}-{\vec {M}}_{i}^{e}\right]\delta {\vec {\varphi }}_{i}^{\,T}\right)=0}.}
mit
{\displaystyle I_{i}} Trägheitstensor des Körpers i
{\displaystyle {\dot {\vec {\omega }}}_{i}} Winkelbeschleunigung des Körpers i
{\displaystyle {\vec {\omega }}_{i}} Winkelgeschwindigkeit des Körpers i
{\displaystyle {\vec {M}}_{i}^{e}} eingeprägtes Moment auf den Körper i
{\displaystyle \delta {\vec {\varphi }}_{i}} virtuelle Verdrehung des Körpers i.
Bei N Körpern und k Bindungen ergeben sich {\displaystyle f=6\,N-k} Freiheitsgrade.
Die virtuellen Verschiebungen bzw. Verdrehungen erhält man aus den partiellen Ableitungen der translatorischen bzw. rotatorischen Lagekoordinaten nach den verallgemeinerten Koordinaten. Diese partiellen Ableitungen können auch bei komplizierten räumlichen Mechanismen bei der kinematischen Analyse numerisch bestimmt werden:
{\displaystyle \delta {{\vec {r}}_{i}}=\sum _{j=1}^{f}{\frac {\partial {\vec {r}}_{i}}{\partial q_{j}}}\,\delta q_{j}\,}
{\displaystyle \delta {{\vec {\varphi }}_{i}}=\sum _{j=1}^{f}{\frac {\partial {\vec {\varphi }}_{i}}{\partial q_{j}}}\,\delta q_{j}}
Die Beschleunigungen lassen sich in einen Teil, der nur von den zweiten Ableitungen der verallgemeinerten Koordinaten abhängt, und einen Restterm zerlegen:
{\displaystyle {\ddot {\vec {r}}}_{i}=\sum _{j=1}^{f}{\frac {\partial {\vec {r}}_{i}}{\partial q_{j}}}\,{\ddot {q}}_{j}+{\vec {a}}_{i}^{\,*}} und
{\displaystyle {\dot {\vec {\omega }}}_{i}=\sum _{j=1}^{f}{\frac {\partial {\vec {\varphi }}_{i}}{\partial q_{j}}}\,{\ddot {q}}_{j}+{\vec {\alpha }}_{i}^{\,*}}.
Damit lässt sich das Differentialgleichungssystem zweiter Ordnung in Matrixform darstellen.
{\displaystyle \mathbf {M} \,{\ddot {\vec {q}}}={\vec {F}}^{*}+{\vec {M}}^{*}}
Dabei sind:
{\displaystyle \mathbf {M} } die f × f Massenmatrix
{\displaystyle {\vec {F}}^{*}} der Vektor der verallgemeinerten Kräfte
{\displaystyle {\vec {M}}^{*}} der Vektor der verallgemeinerten Momente
Die Elemente der Massenmatrix berechnen sich zu:
{\displaystyle M_{m,n}=\sum _{i=1}^{N}\left(m_{i}\,{\frac {\partial {\vec {r}}_{i}^{\,T}}{\partial q_{m}}}\cdot {\frac {\partial {\vec {r}}_{i}}{\partial q_{n}}}+{\frac {\partial {\vec {\varphi }}_{i}^{\,T}}{\partial q_{m}}}\cdot I_{i}\cdot {\frac {\partial {\vec {\varphi }}_{i}}{\partial q_{n}}}\right)}
Für die Komponenten verallgemeinerten Kräfte bzw. Momente ergibt sich:
{\displaystyle F_{m}^{*}=\sum _{i=1}^{N}\left({\frac {\partial {\vec {r}}_{i}^{\,T}}{\partial q_{m}}}\left[{\vec {F}}_{i}^{e}-m_{i}\,{\vec {a}}_{i}^{\,*}\right]\right)}
{\displaystyle M_{m}^{*}=\sum _{i=1}^{N}\left({\frac {\partial {\vec {\varphi }}_{i}^{\,T}}{\partial q_{m}}}\left[{\vec {M}}_{i}^{e}-I_{i}\,{\vec {\alpha }}_{i}^{\,*}-{\vec {\omega }}_{i}\times I_{i}\,{\vec {\omega }}_{i}\right]\right)}
Die Berechnung der Massenmatrix sowie der verallgemeinerten Kräfte und Momente kann numerisch im Rechner durchgeführt werden. Das Differentialgleichungssystem kann ebenfalls numerisch mit gängigen Programmen gelöst werden. Die Behandlung großer Mehrkörpersysteme mit kinematischen Bindungen, wie sie z. B. bei räumlichen Mechanismen von Radaufhängungen auftreten, wird so erst möglich.

## Beispiele

### Fadenpendel

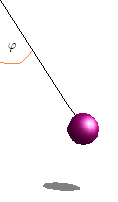
Abb. 1: Fadenpendel:
' ist die Auslenkung aus der Gleichgewichtslage und generalisierte Koordinate

Beim ebenen Fadenpendel mit der Masse {\displaystyle m} wird der Winkel {\displaystyle \varphi }, mit dem der Faden aus der Ruheposition ausgelenkt ist, als Freiheitsgrad gewählt. Die konstante Fadenlänge {\displaystyle l} stellt eine holonome Zwangsbedingung dar, welche die Masse auf eine kreisförmige Bahn zwingt. Position, Geschwindigkeit und Beschleunigung der Kreisbewegung können in Abhängigkeit vom Winkel ausgedrückt werden:
{\displaystyle {\vec {r}}={\begin{bmatrix}l\sin {\varphi }\\-l\cos {\varphi }\end{bmatrix}}}
{\displaystyle {\dot {\vec {r}}}={\frac {\partial {\vec {r}}}{\partial \varphi }}\,{\dot {\varphi }}={\begin{bmatrix}l\cos {\varphi }\\l\sin {\varphi }\end{bmatrix}}{\dot {\varphi }}={\vec {\tilde {v}}}{\dot {\varphi }}}
{\displaystyle {\ddot {\vec {r}}}={\vec {\tilde {v}}}{\ddot {\varphi }}-{\vec {r}}{\dot {\varphi }}^{2},{\text{ da hier gilt: }}{\tfrac {\partial ^{2}{\vec {r}}}{\partial \varphi ^{2}}}=-{\vec {r}}}
Die virtuelle Verschiebung ergibt sich zu:
{\displaystyle \delta {\vec {r}}={\frac {\partial {\vec {r}}}{\partial \varphi }}\,\delta \varphi ={\vec {\tilde {v}}}\delta \varphi }
Als eingeprägte Kraft wirkt die Gewichtskraft:
{\displaystyle {\vec {G}}={\begin{bmatrix}0\\-m\,g\end{bmatrix}}}
Die Bewegungsgleichung ergibt sich aus der Bedingung, dass die virtuelle Arbeit der Zwangskraft {\displaystyle m{\ddot {\vec {r}}}-{\vec {G}}} die in Seilrichtung wirkt, verschwindet.
{\displaystyle \left(m{\ddot {\vec {r}}}-{\vec {G}}\right)\cdot \delta {\vec {r}}=0\Rightarrow \left(m({\vec {\tilde {v}}}{\ddot {\varphi }}-{\vec {r}}{\dot {\varphi }}^{2})-{\vec {G}}\right)\cdot {\vec {\tilde {v}}}\delta \varphi =0.}
Da die virtuelle Verdrehung beliebig ist, gilt:
{\displaystyle \left(m({\vec {\tilde {v}}}{\ddot {\varphi }}-{\vec {r}}{\dot {\varphi }}^{2})-{\vec {G}}\right)\cdot {\vec {\tilde {v}}}=0\Rightarrow m{\vec {\tilde {v}}}\cdot {\vec {\tilde {v}}}{\ddot {\varphi }}=({\vec {G}}+m{\vec {r}}{\dot {\varphi }}^{2})\cdot {\vec {\tilde {v}}}.}
Durch Auswertung der Skalarprodukte erhält man schließlich {\displaystyle ({\vec {\tilde {v}}}\cdot {\vec {\tilde {v}}}=l^{2}}, {\displaystyle {\vec {r}}\perp {\vec {\tilde {v}}})}:
{\displaystyle m\,l^{2}\,{\ddot {\varphi }}=-m\,g\,l\,\sin \varphi }
Aufgelöst nach der Winkelbeschleunigung erhält man die bekannte Differentialgleichung:
{\displaystyle {\ddot {\varphi }}=-{\frac {g}{l}}\,\sin \varphi }.
Die Vorgehensweise erscheint bei diesem einfachen Beispiel sehr umständlich, denn durch den Ansatz z. B. über den Drallsatz wäre man zum selben Ergebnis gelangt. Bei großen Mehrkörpersystemen ist dies nicht so leicht möglich. Da aber nur Skalarprodukte ausgewertet werden müssen, kann dies bei solchen Systemen automatisiert werden und numerisch im Rechner durchgeführt werden. Dies erleichtert die Aufstellung von Bewegungsgleichungen wesentlich.
Kartesische Koordinaten
Bei komplizierteren Mechanismen lassen sich keine unabhängigen Koordinaten finden, die bereits die Zwangsbedingungen erfüllen. Beim Pendel wird im Folgenden die x-Koordinate gewählt. Die Bewegung sei auf die untere Halbebene beschränkt. Mit der Zwangsbedingung:
{\displaystyle x^{2}+y^{2}-l^{2}=0\Rightarrow y=-{\sqrt {l^{2}-x^{2}}}}
und den ersten und zweiten Ableitungen:
{\displaystyle x{\dot {x}}+y{\dot {y}}=0\Rightarrow {\dot {y}}=-{\frac {x}{y}}\cdot {\dot {x}}}
{\displaystyle x{\ddot {x}}+{\dot {x}}^{2}+y{\ddot {y}}+{\dot {y}}^{2}=0\Rightarrow {\ddot {y}}=-{\frac {1}{y}}(x{\ddot {x}}+{\dot {x}}^{2}+{\dot {y}}^{2})}
ergibt sich:
{\displaystyle {\vec {r}}={\begin{bmatrix}x\\y\end{bmatrix}}}
{\displaystyle {\dot {\vec {r}}}={\frac {\partial {\vec {r}}}{\partial x}}\,{\dot {x}}={\begin{bmatrix}1\\-{\frac {x}{y}}\end{bmatrix}}{\dot {x}}={\vec {\tilde {v}}}{\dot {x}}}
{\displaystyle {\ddot {\vec {r}}}={\begin{bmatrix}1\\-{\frac {x}{y}}\end{bmatrix}}{\ddot {x}}-{\begin{bmatrix}0\\{\frac {{\dot {x}}^{2}+{\dot {y}}^{2}}{y}}\end{bmatrix}}}
Die virtuelle Verschiebung ergibt sich zu:
{\displaystyle \delta {\vec {r}}={\frac {\partial {\vec {r}}}{\partial x}}\,\delta x={\begin{bmatrix}1\\-{\frac {x}{y}}\end{bmatrix}}\delta x}
Als eingeprägte Kraft wirkt die Gewichtskraft:
{\displaystyle {\vec {G}}={\begin{bmatrix}0\\-m\,g\end{bmatrix}}}
Die Bewegungsgleichung ergibt sich aus der Bedingung, dass die virtuelle Arbeit der Zwangskraft {\displaystyle m{\ddot {\vec {r}}}-{\vec {G}}} die in Seilrichtung wirkt, verschwindet.
{\displaystyle \left(m{\ddot {\vec {r}}}-{\vec {G}}\right)\cdot \delta {\vec {r}}=0\Rightarrow \left(m\left({\begin{bmatrix}1\\-{\frac {x}{y}}\end{bmatrix}}{\ddot {x}}-{\begin{bmatrix}0\\{\frac {{\dot {x}}^{2}+{\dot {y}}^{2}}{y}}\end{bmatrix}}\right)-{\vec {G}}\right)\cdot {\begin{bmatrix}1\\-{\frac {x}{y}}\end{bmatrix}}\delta x=0.}
Da die virtuelle Verdrehung beliebig ist, gilt:
{\displaystyle \left(m\left({\begin{bmatrix}1\\-{\frac {x}{y}}\end{bmatrix}}{\ddot {x}}-{\begin{bmatrix}0\\{\frac {{\dot {x}}^{2}+{\dot {y}}^{2}}{y}}\end{bmatrix}}\right)-{\vec {G}}\right)\cdot {\begin{bmatrix}1\\-{\frac {x}{y}}\end{bmatrix}}=0\Rightarrow m\left(1+{\frac {x^{2}}{y^{2}}}\right){\ddot {x}}=mg{\frac {x}{y}}-m{\frac {{\dot {x}}^{2}+{\dot {y}}^{2}}{y^{2}}}x.}
Zusammengefasst:
{\displaystyle m\,l^{2}\,{\ddot {x}}=m\,g\,x\,y-m({\dot {x}}^{2}+{\dot {y}}^{2})x}
Aufgelöst nach der zweiten Ableitung von {\displaystyle x} erhält man die Differentialgleichung zweiter Ordnung:
{\displaystyle {\ddot {x}}=g{\frac {x}{l}}\cdot {\frac {y}{l}}-{\frac {v^{2}}{l}}\cdot {\frac {x}{l}}}.

### Fliehkraftpendel
Beim Fliehkraftpendel befindet sich der Aufhängepunkt im Abstand {\displaystyle L} von der Drehachse einer mit der Winkelgeschwindigkeit {\displaystyle \omega _{S}} rotierenden Scheibe. Anwendung findet das Fliehkraftpendel bei der Hammermühle oder als Tilger für Torsionsschwingungen im Antriebsstrang von Fahrzeugen mit Verbrennungsmotor. Da die Gewichtskraft z. B. bei waagrechter Anordnung keinen Einfluss hat oder vernachlässigt werden kann, fehlt die eingeprägte Kraft.
Das d’Alembertsche Prinzip verlangt in diesem Fall, dass die Beschleunigung der Pendelmasse senkrecht zur virtuellen Verschiebung ist:
{\displaystyle m{\vec {a}}\cdot {\vec {\tilde {v}}}\delta \varphi =0\quad \Rightarrow {\underline {\underline {{\vec {a}}\cdot {\vec {\tilde {v}}}=0}}}}
Die Beschleunigung der Punktmasse setzt sich aus der Führungsbeschleunigung {\displaystyle {\vec {a}}_{F}}, der Coriolisbeschleunigung {\displaystyle {\vec {a}}_{C}} und der Relativbeschleunigung {\displaystyle {\vec {a}}'} zusammen:
{\displaystyle {\vec {a}}={\vec {a}}_{F}+{\vec {a}}_{C}+{\vec {a}}'}
Die Coriolisbeschleunigung steht senkrecht zur virtuellen Verschiebung, hat also keinen Anteil an der Gesamtsumme. Die Relativbeschleunigung ist parallel zur virtuellen Verschiebung.
{\displaystyle {\vec {a}}'\cdot {\vec {\tilde {v}}}=l^{2}{\ddot {\varphi }}}
Der Vektor vom Mittelpunkt der Scheibe zur Pendelmasse setzt sich aus dem Vektor zum Aufhängepunkt {\displaystyle {\vec {r}}_{A}} und dem Vektor vom Aufhängepunkt zur Pendelmasse {\displaystyle {\vec {r}}_{P}} zusammen:
{\displaystyle {\vec {r}}={\vec {r}}_{A}+{\vec {r}}_{P}}
Geht man vereinfachend von einer mit konstanter Winkelgeschwindigkeit rotierenden Scheibe aus, so ist die Führungsbeschleunigung gleich der Zentripetalbeschleunigung {\displaystyle {\vec {a}}_{Z}} der Pendelmasse. Durch die Vektorzerlegung in Seilrichtung und in Richtung Aufhängepunkt werden die Anteile in Seilrichtung beim Skalarprodukt zu Null. Es verbleiben die Anteile aus der Zentripetalbeschleunigung des Aufhängepunkts:
{\displaystyle {\vec {a}}_{Z}\cdot {\vec {\tilde {v}}}=\omega _{S}^{2}\;L\;l\sin(\varphi )}
Zusammengefasst ergibt sich die Differentialgleichung:
{\displaystyle l^{2}{\ddot {\varphi }}+\omega _{S}^{2}\;L\;l\sin(\varphi )=0}
{\displaystyle {\ddot {\varphi }}=-\omega _{S}^{2}{\frac {L}{l}}\sin(\varphi )}
Der Vergleich mit der Differentialgleichung des Fadenpendels zeigt, dass die Zentripetalbeschleunigung des Aufhängepunkts {\displaystyle \omega _{S}^{2}L} äquivalent zur Erdbeschleunigung ist.

### Aus der Mechanik starrer Körper: der Drallsatz
Wenn die Drehachse fest bleibt und somit keine Reaktionen an der Achse auftreten, so wirkt auf einen starren ausgedehnten Körper das Drehmoment der Größe
{\displaystyle {\vec {M}}=I\ {\dot {\vec {\omega }}}=\int {\vec {r}}_{\perp }^{2}dm\,\cdot {\dot {\vec {\omega }}}}              (Grundgleichung der Drehbewegung).
Hierbei ist {\displaystyle {\vec {\dot {\omega }}}} die Winkelbeschleunigung des starren Körpers durch die Kraftwirkung und {\displaystyle I=\int {\vec {r}}_{\perp }\!^{2}\ dm} das Massenträgheitsmoment des Körpers und  {\displaystyle {\vec {r}}_{\perp }} der zur Rotationsachse {\displaystyle {\vec {\omega }}} (Winkelgeschwindigkeit) senkrechte Anteil von {\displaystyle {\vec {r}}} (siehe auch nebenstehende Abbildung). Da wir zur weiteren Vereinfachung nur die x-y-Ebene des Körpers betrachten und den Ursprung O in die Drehachse legen, fällt {\displaystyle {\vec {r}}_{\perp }} hierbei mit {\displaystyle {\vec {r}}} zusammen (d. h. {\displaystyle {\vec {r}}\perp {\vec {\omega }}}).

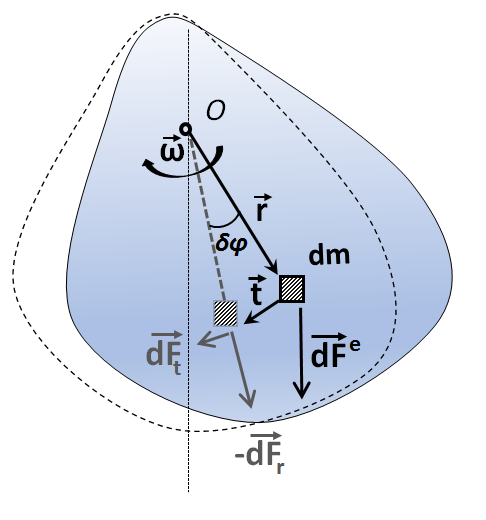
Abb. 2: Zweidimensionaler Ausschnitt eines starren Körpers, der um eine feste Achse rotiert

Herleitung der Grundgleichung aus dem d’Alembertschen Prinzip:
Man greife zunächst ein beliebiges Massenelement dm des Körpers heraus, auf das die eingeprägte Kraft {\displaystyle d{\vec {F}}^{e}} einwirke und die Rotation um die Achse verursacht. Die Zwangskraft {\displaystyle d{\vec {F}}_{r}} hält das Massenelement auf der Kreisbahn. Die Newtonsche Bewegungsgleichung lautet:
{\displaystyle dm\cdot {\ddot {\vec {r}}}=d{\vec {F}}^{e}+d{\vec {F}}_{r}}.
Umgestellt nach der Zwangskraft:
{\displaystyle d{\vec {F}}_{r}=dm\cdot {\ddot {\vec {r}}}-d{\vec {F}}^{e}}.
Die Zwangskraft verrichtet keine virtuelle Arbeit: {\displaystyle d{\vec {F}}_{r}\cdot \delta {\vec {r}}=0}. Sie steht senkrecht zu der mit den Zwangsbedingungen verträglichen virtuellen Verschiebung: {\displaystyle d{\vec {F}}_{r}\perp \delta {\vec {r}}}.
Äquivalent dazu bildet man also den Ausdruck
{\displaystyle {\left(dm\cdot {\ddot {\vec {r}}}-d{\vec {F}}^{e}\right)\cdot \delta {\vec {r}}=0}},
mit {\displaystyle {\ddot {\vec {r}}}=r\,{\dot {\omega }}\cdot {\vec {t}}-\omega ^{2}\cdot {\vec {r}}}. Dabei ist {\displaystyle {\vec {t}}} der Einheitsvektor in tangentialer Richtung. Der Term {\displaystyle -\omega ^{2}\cdot {\vec {r}}} steht senkrecht zu den virtuellen Verschiebungen. Als Gleichung folgt daraus, aufintegriert für alle (infinitesimal kleinen) Massenelemente des starren Körpers:
{\displaystyle {\int \left(dm\,(r\,{\dot {\omega }}{\vec {t}}-\omega ^{2}\cdot {\vec {r}})-d{\vec {F}}^{e}\right)\cdot \delta {\vec {r}}=0}}.
Wegen der rein geometrischen Beziehungen {\displaystyle \delta {\vec {r}}=r\,\delta \phi \,{\vec {t}}} folgt
{\displaystyle {\int \left(dm\,r^{2}\,{\dot {\omega }}-d{\vec {F}}^{e}\cdot {\vec {t}}r\,\right)\cdot \delta \phi =0}}.
Mit {\displaystyle dM=d{\vec {F}}^{e}\cdot {\vec {t}}\cdot r} folgt
{\displaystyle {\left({\dot {\omega }}\int \,r^{2}\,dm-M\right)\cdot \delta \phi =\left(I\,{\dot {\omega }}-M\right)\cdot \delta \phi =0}}.
Und da {\displaystyle \delta \phi } beliebig ist, folgt die Grundgleichung der Drehbewegung
{\displaystyle I\cdot {\dot {\omega }}=M}.